# Fort Carillon
Fort Carillon fue construido por Pierre de Rigaud de Vaudreuil, gobernador de Nueva Francia, para proteger el lago Champlain de una invasión británica. Situado en el lago a unos 15 kilómetros al sur de Fort Saint Frédéric (Crown Point), fue construido para impedir un ataque contra Canadá y ralentizar el avance del enemigo el tiempo suficiente para que lleguen refuerzos.

## Historia

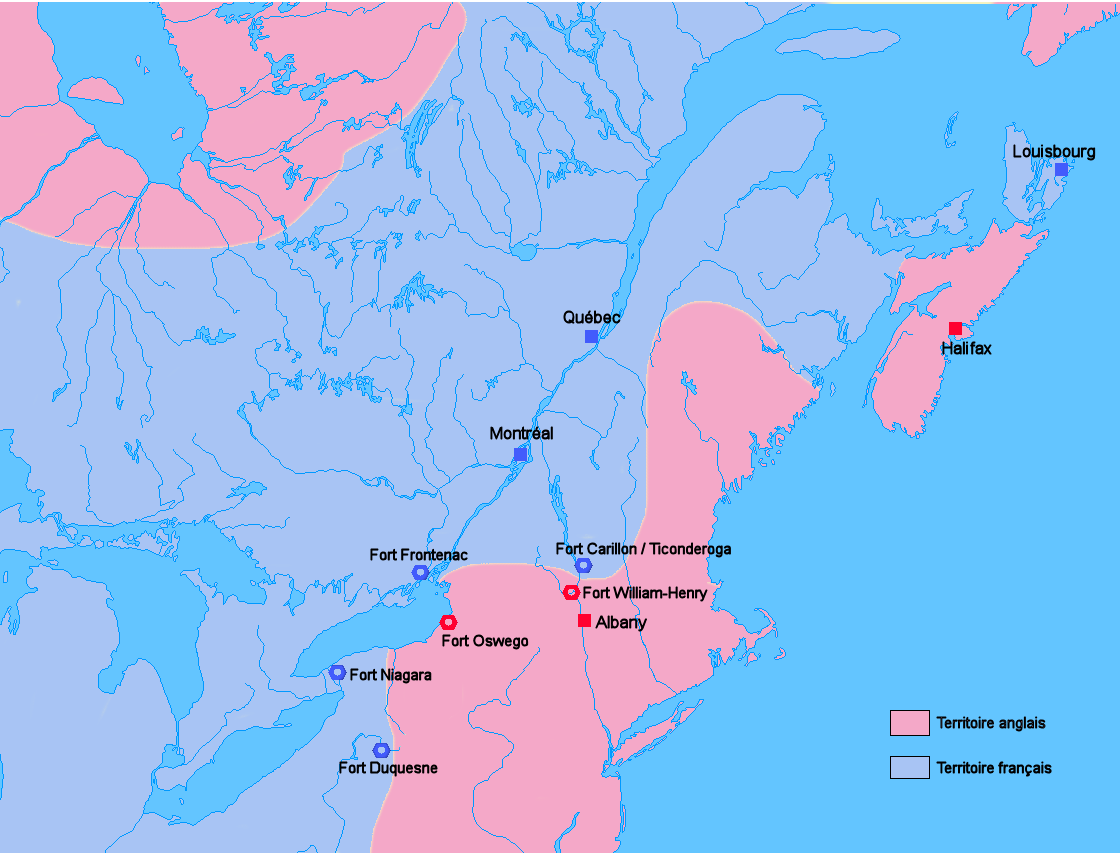
Mapa de las posiciones francesas e inglesas justo antes de la guerra de Siete Años.

La construcción comenzó en octubre de 1755. El fuerte resistió un primer ataque británico en julio de 1758, pero fue tomado en el verano de 1759, siendo renombrado como Fuerte Ticonderoga.